# Anomala quadripunctata
Anomala quadripunctata é uma espécie de insetos coleópteros polífagos pertencente à família Rutelidae.
A autoridade científica da espécie é Olivier, tendo sido descrita no ano de 1789.
Trata-se de uma espécie presente no território português.